# Town Hall, New York City, June 22, 1945
Town Hall, New York City, June 22, 1945 ist ein Jazzalbum, das am 21. Juni 2005 auf Uptown Records veröffentlicht wurde. Es enthält den Mitschnitt eines Konzerts am 21. Juni 1945 in der New Yorker Town Hall, bei dem Dizzy Gillespie und Charlie Parker auftraten. Seine historische Bedeutung besteht darin, dass es die einzige längere Live-Aufnahme der beiden Protagonisten des Bebop in dessen Frühphase ist.

## Hintergrund
Am 22. Juni 1945 wurden Dizzy Gillespie und Charlie Parker, nur wenige Wochen nachdem sie „eine Reihe der wichtigsten Studioaufnahmen der Jazzgeschichte gemacht hatten“ (Will Layman), zu einem Freitagabendkonzert in das New Yorker Rathaus eingeladen. Das Konzert wurde von der Radio-Persönlichkeit Symphony Sid moderiert (der den modernen Jazz in seine Show eingebunden hatte). Gespielt wurden bei den Konzert „die klassischen Bop-Hymnen“ dieser Zeit, „Bebop“, „A Night in Tunisia“, „Groovin’ High“, „Salt Peanuts“ und „Hot House“.
Am Beginn des Mitschnitts hört man die Stimme von Symphony Sid, als er die Band vorstellt – bezeichnet als Gillespies Quintett (und hauptsächlich Gillespies Stücke spielend) oder möglicherweise als sein Sextett, da der Tenorspieler Don Byas zur Hand ist, aber Charlie Parker noch nicht erschienen ist.

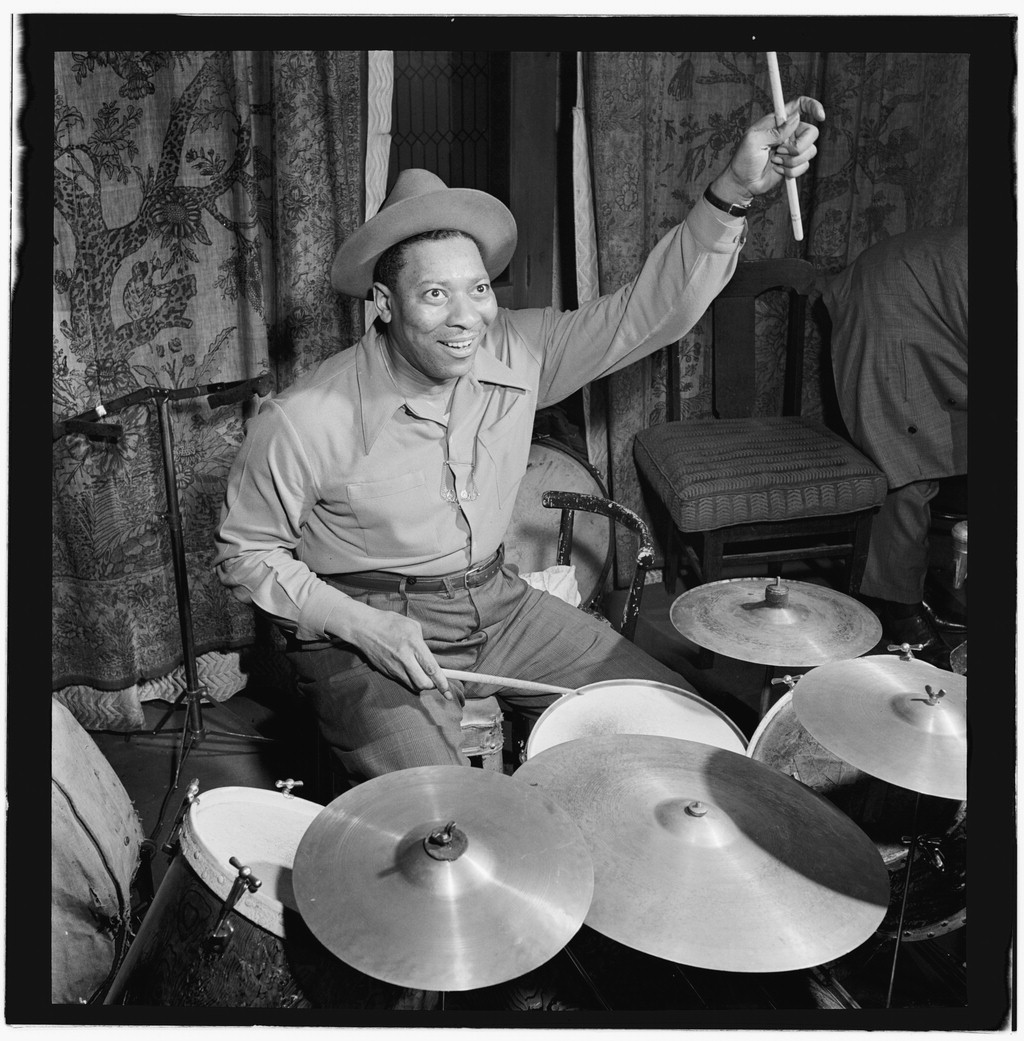
Sid Catlett, New York City, ca. März 1947.
Fotografie von William P. Gottlieb.

## Titelliste
- Dizzy Gillespie – Charlie Parker: Town Hall, New York City, June 22, 1945 (Uptown Records UPCD 27.51)[4]

1. Intro 1:20
2. Bebop (Dizzy Gillespie) 7:03
3. A Night in Tunisia (Dizzy Gillespie, Frank Paparelli) 7:23
4. Groovin' High (Dizzy Gillespie) 6:54
5. Salt Peanuts (Dizzy Gillespie, Kenny Clarke) 7:02
6. Hot House (Tadd Dameron) 6:38
7. Fifty Second Street Theme (Thelonious Monk) 2:14

## Rezeption
The New Yorker nahm das Album in seine Liste der hundert besten Jazzalben auf;
Will Layman (Pop Matters) lobte, der lange verloren geglaubte Mitschnitt von aus dem Jahr 1945 zeigte Charlie Parker, Dizzy Gillespie und Max Roach „im vollen Rausch ihrer jugendlichen Erfindungsgabe“; dies sei „funkelnde, knisternde, aufregende amerikanische Musik“. Weiter schrieb er,  für Bebop-Fans sei die Entdeckung dieser Aufnahmen eine Art Ereignis vergleichbar mit dem Fund der Schriftrollen vom Toten Meer. Aus dieser Zeit gebe es keine weitere Live-Aufnahme der Bebop-Architekten, die derart in ihrem eigenen Element zusammenspielten. Mit „ihren bahnbrechenden Facetten“ konnten Parker und Gillespie den Grenzen der 78er entkommen und sich in ihren klassischen Bop-Hymnen ergehen: „Bebop“, „A Night in Tunisia“, „Groovin’ High“, „Salt Peanuts“ und „Hot House“. Es mache „den Nervenkitzel dieser CD“ aus, dass Parker, Gillespie und Roach „solange sie wollen“ Soli spielen „vor einer Menge, die gerade herausfand, welche Magie sie übermittelten.“
Sechzig Jahre später falle es nach Ansicht von Layman schwer, sich daran zu erinnern, dass dies die Avantgarde der Zeit war – Musik, die von einer damaligen Autorität wie Louis Armstrong als „Chinesenmusik“ ohne Platz in der Geschichte des Jazz bezeichnet wurde. „Aber sobald die Musik einsetzt, ist das Knistern der Revolution so ziemlich greifbar. Diese Jungs spielen so, als ob ihr Leben davon abhängt – wackelnde Soli, die vielleicht nicht ‚chinesisch‘, aber auf jeden Fall seltsam klingen, wie aus einer fremden und außerirdischen Welt und sehr wahrscheinlich von einem Meteor inspiriert.“ Layman beschrieb den Beginn des Konzerts, als Don Byas den Platzhalter für den noch fehlenden Charlie Parker gibt:
„Nichts gegen den beeindruckenden Don Byas, aber sein Solo zum Auftakt in ‚Bebop‘, ist lakonisch und elegant – so dass die Menge zu toben beginnt, wenn Bird in den Raum tritt. Als Parker endlich die Bühne besteigt und Luft durch sein Alt strömt, ist es, als wäre Prometheus gerade auf die Bühne gesprungen, um seine Kräfte unter Beweis zu stellen. In diesem Moment beginnen die Funken mit Überschallgeschwindigkeit zu fliegen.“ […] „Nach dem Zusammenschluss von Dizzy und Bird war auf der Bühne kaum Platz für eine Rhythmusgruppe, und dieses Konzert ist wahrscheinlich der beste hörbare Beweis für ihre musikalische Intimität. Sie beenden nicht nur ihre Phrasen an der Schnittstelle ihrer Soli, sondern sie scheinen sich gegenseitig zu inspirieren, immer verrücktere improvisatorische Risiken einzugehen.“

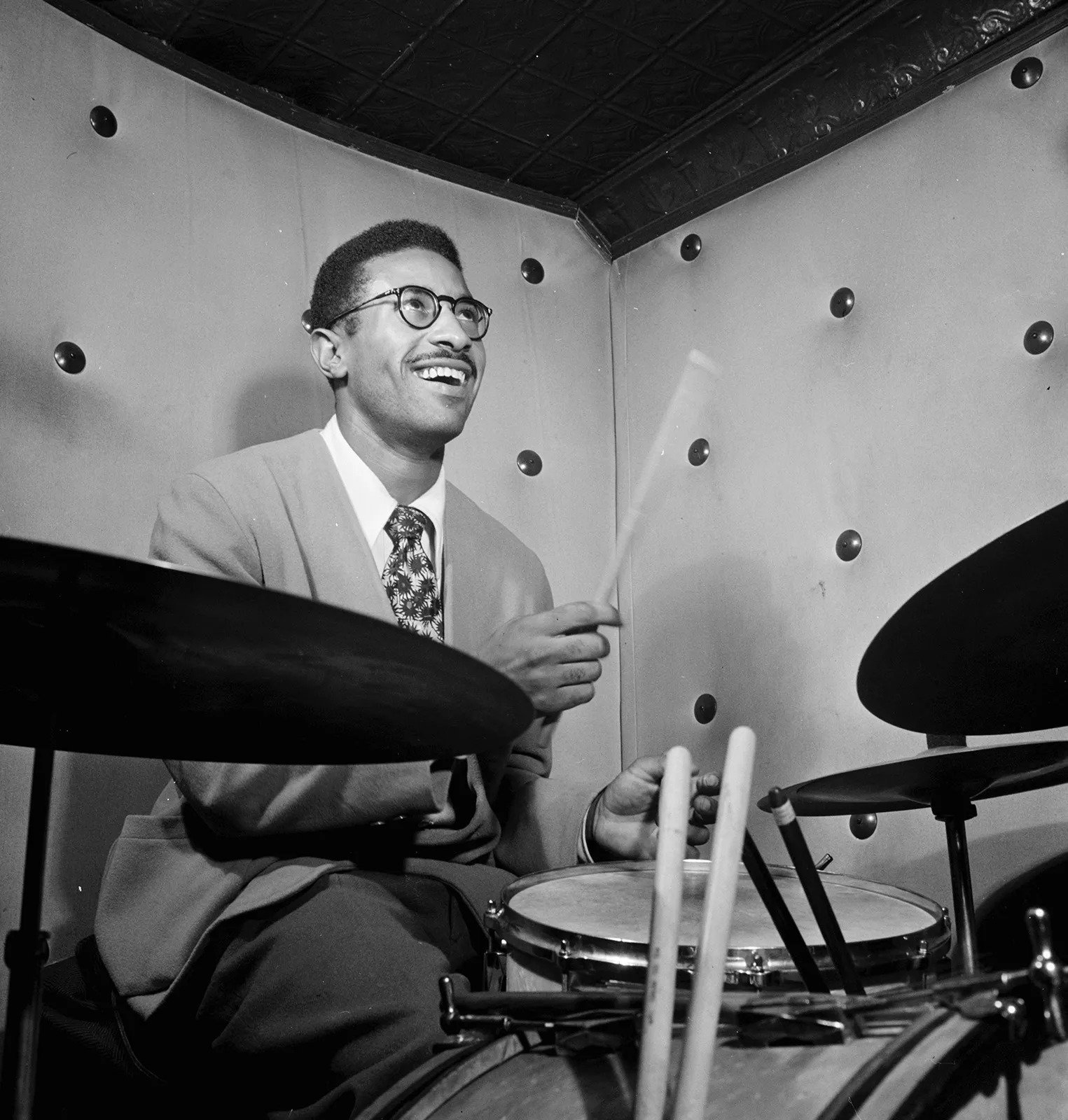
Max Roach bei einem Auftritt im Three Deuces, ca. 1947. Foto William P. Gottlieb.

Max Roach spielte nach Ansicht Laymans wie immer – „leicht und schnell und präzise wie eine Nadel.“ Er halte die Band mit Schnarrtrommel und Ride-Becken zusammen und färbe sie hauptsächlich mit der Basstrommel, „die wie ein synkopierter Akrobat durch die Takte wandert.“ Als sich Big Sid Catlett der Gruppe für „Salt Peanuts“ und „Hot House“ anschließt, werde der Gruppenswing härter, aber auch bombastischer. Dadurch sei das Gleichgewicht in der Band teilweise gestör; es sei Max Roach, der mit seinem Spiel den Solisten erlaube, „so viel verrücktes Zeug zu spielen – indem er sie dazu anspornt, Quintolen in Halbtakte zu zwängen oder mit Hingabe vor dem Beat zu sein.“
Layman kritisiert das Spiel Al Haigs an diesem Abend; dieser höre sich so an, als würde er an Ort und Stelle geschult. Er spiele zwar gut im Ensemble, mit Autorität und harmonischem Interesse, aber seinen Soli fehle die Energie (im Vergleich zu den Bläsern). Haig habe die harmonischen und rhythmischen Neuerungen des Bop zwar klar verstanden, aber seine Soli seien nicht so abenteuerlich wie von Gillespie und Perker. Zu den Höhepunkten des Mitschnitts zählt Layman Parkers Spiel in „A Night in Tunisia“, als dieser die berühmte Pause ausfüllt, die zu den Soli führt. „Diese in Ausführung und Design teuflische, fünf Sekunden dauernde Improvisation scheint fast alles zusammenzufassen, was der Jazz gut kann.“ Letztendlich sei dieses Konzert weniger einzigartig und ungewöhnlich als dass es typisch ist, so das Resümee des Autors; „eine Nacht mit flammendem Bop von den Jungs, die ihn erfunden haben.“
Chris Kelsey (JazzTimes) erwähnt die Hyperbel, mit dem The New York Times diese lange verlorene Aufnahme als „Rosettastein des Bebop“ gelobt habe. Hier rekapitulieren die Musiker einen Teil desselben Materials der vorangegangenen Studiosessions im Konzert. Die Musik auf diesem Album unterscheide sich zwar nicht wesentlich von den bekannten Aufnahmen, sei aber größtenteils großartig. Der Autor hebt besonders – wie auch andere Autoren – Birds Pause in „A Night in Tunisia“ hervor; Ähnlich wie in seiner Dial-Studio-Version von 1946 sei Parkers Spiel geradliniger angelegt, „ohne den rhythmischen Schluckauf, der die ultimative Aufnahme so umwerfend gemacht hat.“
Samuel Chell (All About Jazz) merkt kritisch an, dass die Musik nie wirklich Feuer fange. Zur Abwechslung klängen die beiden Protoganisten wie „ein paar Jungs, die einen Auftritt spielen, während sie darüber nachdenken, rechtzeitig fertig zu werden, um den nächsten später in dieser Nacht zu kriegen.“ Sie „verfolgen“ einander nicht wie Gladiator-Erzrivalen, die Hörner sperren, und die Rhythmus-Sektion macht, obwohl sie fließend und versichert ist, wenig, um irgendwelche Flammen zu schüren. Birds viertaktige Pause in „Night in Tunisia“ würde auf einem Niveau gespielt, das wahrscheinlich über die Vorstellung, geschweige denn die Ausführung eines anderen Musikers hinausgehe, aber diese Fassung habe eindeutig nicht die „melodisch-rhythmische Komplexität der unglaublichen Aufnahme von 1947“ aus der Carnegie Hall.

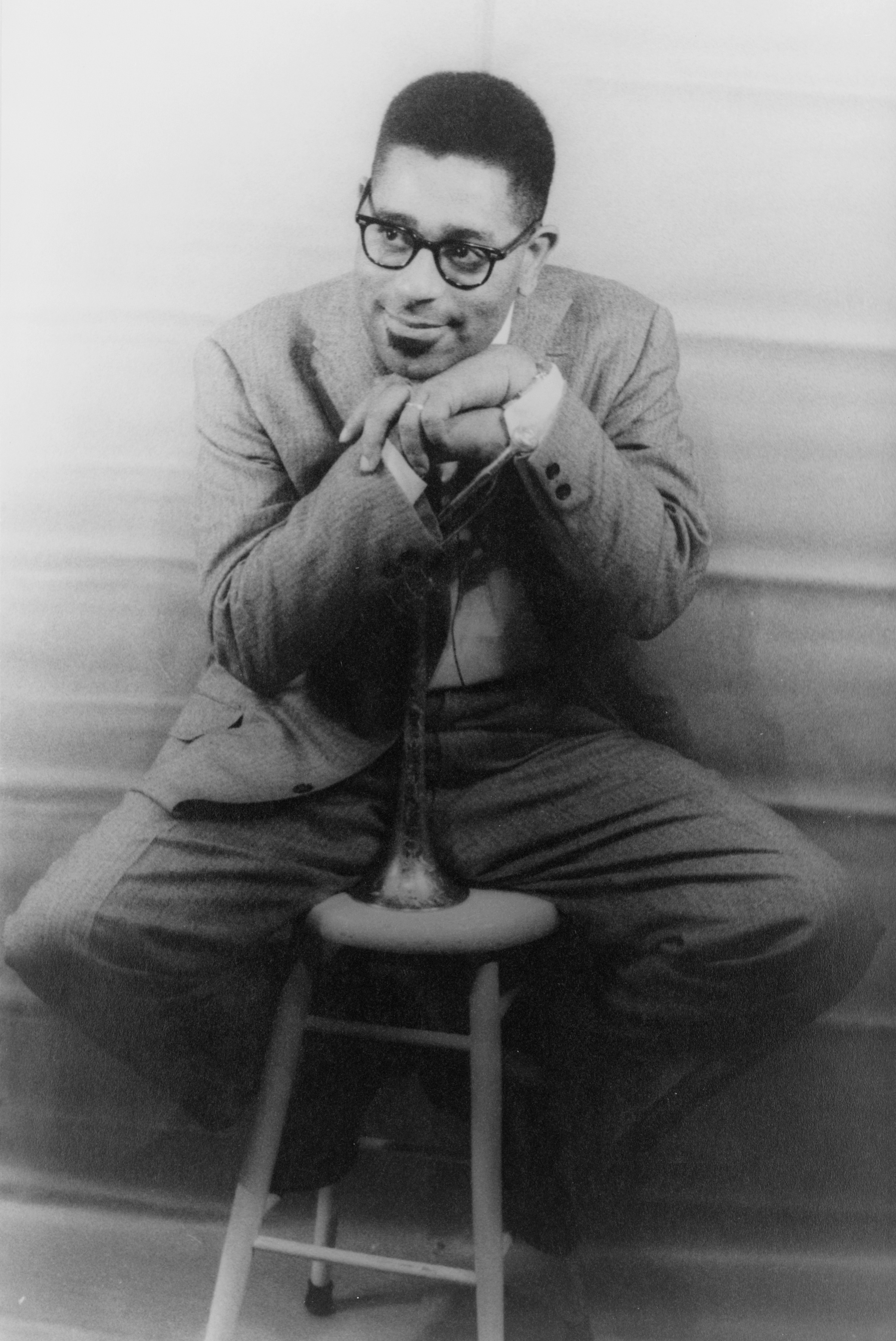
Dizzy Gillespie 1955. Fotografie von Carl Van Vechten

Die Klangqualität sei nach Ansicht des Autors angemessen, vielleicht „geräumiger“ und lebensechter als die spätere Aufnahme aus der Massey Hall. Leider sei der Bass von Curley Russell genauso schwach wie bei den Aufnahmen dieser Musiker aus den 1940er Jahren, und Roach scheine nicht den entschlossenen Antrieb entwickelt zu haben, der zum Markenzeichen seines späteren Spiels werden würde. Al Haig wiederum klinge kompetent, aber relativ langweilig und vorhersehbar – so enthalte sein Solo auf „Groovin’ High“  nicht nur eine, sondern zwei einfache Es-Dur-Tonleitern. Den Vergleich zu einem Thelonious Monk oder Bud Powell bestehe er nicht. Für einige Momente fühle er sich wie ein Mitglied des Publikums, näher als je zuvor an Diz, Bird und dem Milieu von 1945, so Chells Resümee. „Ein schöner Besuch, der sich offen gesagt kaum wiederholen wird.“
Michael G. Nastos vergab an das Album in Allmusic drei (von 5) Sterne und merkt an, dass die Situation der Aufnahmequalität und die der lange vernachlässigten Haltbarkeit dieses Mitschnitts alles andere als optimal sei. Höhepunkte sind für den Autor die Titel mit dem brillanten Max Roach, besonders „Salt Peanuts“, bei dem auch der Pianist Al Haig neben ihm beeindruckend sei. Die Rhythmusgruppe, insbesondere Haig, sei in der Abmischung und im Vordergrund präsenter, während die Trompete und das Altsaxophon im Hintergrund verschwänden. Mit fortschreitendem Konzert werde dies besser, und Gillespies gedämpfte Trompete sei klarer zu hören. Das erste Stück „Bebop“ mit einem zu spät ankommenden  Parker sei ein historisches Dokument; der ihn teilweise ersetzende Tenorsaxophonist Don Byas klinge großartig, „bis Parker auf die Bühne tritt und den Einsatz erhöht“. Den Mitschnitt sollten alle Bebop-Fans trotz ihrer Audio-Defizite gerne annehmen, so das Resümee des Autors.